# 雨湖区
雨湖区是湖南省湘潭市的市辖区，位于湘潭城区西部即湘江以西地区，为湘潭传统商业区。地理上雨湖区西部、南部与湘潭县接壤北部与长沙市岳麓区、长沙市宁乡市为邻，东面隔湘江与岳塘区相望，东北隔湘江与长沙市天心区相望。雨湖全区总面积451.39平方公里，常住总人口約62万人，区人民政府驻雨湖路292号。

## 历史沿革
现在的岳塘区成立1992年6月25日。1992年6月，湘潭市区划进行了重新调整（民行批[1992]64号），撤销湘潭市雨湖区、湘江区、岳塘区、板塘区、郊区，以湘江为界设立雨湖区、岳塘区，湘江以西为雨湖区，雨湖区辖原湘江区（窑湾办事处、羊牯塘办事处、广场办事处、楠竹山办事处、中山办事处），原雨湖区（云塘办事处、鹤岭办事处、城正街办事处、雨湖路办事处、平政路办事处），原郊区的长城、昭潭、先锋、护潭4个乡和先锋农场。

## 行政区划
雨湖区下辖10个街道办事处、3个镇、2个乡：
雨湖路街道、城正街街道、云塘街道、广场街道、窑湾街道、昭潭街道、万楼街道、先锋街道、和平街道、九华街道、鹤岭镇、楠竹山镇、姜畲镇、长城乡和响水乡。

## 人口
根据第七次人口普查数据，截至2020年11月1日零时，雨湖区常住人口为616130人。

## 政治

### 现任领导
| 机构     | 雨湖区人民政府 区长 | · 中国共产党 · 雨湖区委员会 · 书记 | 雨湖区人民代表大会 常务委员会 主任 | · 中国人民政治协商会议 · 雨湖区委员会 · 主席 |
| -------- | ------------------- | ---------------------------------- | ---------------------------------- | -------------------------------------------- |
| 姓名     | 柳军辉              | 段伟长                             | 胡亚湘                             | 刘荃                                         |
| 民族     | 汉族                | 汉族                               | 汉族                               | 汉族                                         |
| 出生地   | 湖南省湘乡市        | 湖南省冷水江市                     | 湖南省湘潭市雨湖区                 | 不明                                         |
| 出生日期 | 1972年12月（52歲）  | 1970年1月（55歲）                  | 1968年11月（56歲）                 | 不明                                         |
| 就任日期 | 2021年10月29日      | 2022年1月                          | 2021年10月29日                     | 2021年10月28日                               |